# المنفي (فلم)
المنفى (بالإنجليزية: Exiled) (بالصِّينِيَّةُ:放‧逐) هو فيلم درامي أكشن من إنتاج هونغ كونغ عام 2006، من إخراج وإنتاج جيمس تو، وبطولة أنتوني وونغ، فرانسيس نغ، نيك تشانغ، جوزي هو، روي تشيونغ ولام سويت، مع ظهور خاص لكل من ريتشي جين وسيمون يام. تدور أحداث الفيلم في ماكاو المعاصرة. عُرض الفيلم لأول مرة في مهرجان البندقية السينمائي الدولي الثالث والستين، وكان ضمن المنافسة على الأسد الذهبي.

## القصة
في ماكاو عام 1998، يعيش وو (نيك تشانغ)، وهو رجل عصابات سابق، حياة هادئة مع زوجته جين (جوزي هو) وطفلهما الرضيع في شقة متواضعة بعد أن قرر بدء حياة جديدة. لكن رئيس العصابة المنتقم فاي (سيمون يام)، الذي حاول وو اغتياله سابقاً، أرسل اثنين من القتلة المسنين لقطع هذا الوجود السلمي. عند وصولهم، يظهر أصدقاء الطفولة والقتلة المحترفون بلايز (أنتوني وونغ)، فات (لام سويت)، تاي (فرانسيس نغ) وكات (روي تشيونغ)، الذين عزموا على حماية وو. بعد مواجهة قصيرة، يتوصل الجميع إلى هدنة غير مستقرة، يضعون أسلحتهم ويتناولون العشاء معاً - بعد كل شيء، هؤلاء الرجال نشأوا معًا في نفس العصابة. اجتمعوا مجددًا وبحثوا عن مغامرة أخرى، فزاروا شخصاً يُدعى جيف (تشوينغ سيو-فاي) الذي يعرض عليهم قتل رئيس عصابة منافس، الرئيس كيونغ (جوردون لام)، كما يخبرهم بموقع كمية كبيرة من الذهب يتم نقلها لمسؤول فاسد. يعد وو العصابة بأنه إذا حدث له شيء، فإنهم سيرعون زوجته وابنه.
في وقت لاحق من تلك الليلة، يجد الأصدقاء الرئيس كيونغ في مطعم؛ ومع ذلك، يعترض الرئيس فاي، الذي يريد السيطرة على منطقة الرئيس الآخر، الاجتماع. يعرف فاي بلايز الجالس في المطعم، فيقوم بتوبيخه وإذلاله علنًا لعدم قتله وو، وينتهي الأمر بإطلاق فاي النار على بلايز. لكن دون علم فاي، كان بلايز يرتدي سترة واقية من الرصاص ونجا. وو، الذي رأى هذا، يفتح النار قبل أن يتمكن فاي من إنهاء بلايز. تندلع معركة بالأسلحة النارية في المطعم، حيث يُصاب فاي في ساقه وكيونغ في ذراعه. يتوصل الرئيسان إلى اتفاق لتقاسم المنطقة والأرباح، ويتفقان على قتل عصابة الأصدقاء. بعد نجاتهم بشق الأنفس من المعركة في المطعم، يقرر الأصدقاء أخذ وو، المصاب بشدة، إلى عيادة تحت الأرض للحصول على المساعدة الطبية. بعد التفاوض على السعر، يجري الطبيب العملية لإزالة الرصاص من جسد وو. بينما يقوم بخياطة جرح وو، يسمعون طرقًا عاليًا على الباب. بعد سماع هذا، يختبئ بقية الأصدقاء المنتظرين في شقة الطبيب. يفتح الباب ويدخل فاي وكيونغ بحثاً عن المساعدة لإصاباتهم التي تعرضوا لها في المعركة بالمطعم. يدفع فاي وو، الذي لا يزال فاقد الوعي، بعيداً ويأمر الطبيب بعلاج جرحه أولاً. وفي هذه الأثناء، يتجول كيونغ في الشقة ويعثر على فات المختبئ. وعندما يدركون أنهم تم اكتشافهم، يبدأ الأصدقاء في قتل أتباع الرؤساء. بينما يستيقظ وو ببطء ويحاول الهروب قبل أن يسقط. بعد ذلك، لا يعرف الأصدقاء المتبقين مكان وو، فيقررون الهروب من الجزء الخلفي للشقة. ولكن أثناء هروبهم عبر الفناء الخلفي، يرمي فاي وو من نافذة عالية ويمنع أصدقاء وو من محاولة إنقاذه. يحاول الأصدقاء بشدة استعادة صديقهم المصاب بجروح خطيرة ولكن لا يزال على قيد الحياة، لكن فاي يستمر في إطلاق النار عليهم وحتى يتمكن من إصابة وو. يرى فات بفطنة أن صديقه قد استقر على بعض القماش المشمع فيقوم بسحب وو إلى الأمان، ويتمكن الأصدقاء من الهروب. الآن في السيارة، يعلم وو أنه على وشك الموت، فيطلب أن يؤخذ إلى زوجته وابنه. يموت وو بعد وقت قصير.
يسلمون جثة وو إلى زوجته جين، التي تطالب بمعرفة ما حدث، وفي حزنها تفتح النار على بلايز وتاي اللذين يهربان. تفكر جين في الانتحار وقتل ابنها لكنها تتراجع عن ذلك. بدلاً من ذلك، تحطم الأثاث في المنزل وتصنع محرقة جنازة لوو. ثم تشعل النار في وو والشقة وتغادر مع ابنها. تغادر العصابة المتبقية المدينة بحثًا عن الذهب. بعد أن يصادفون القافلة المحروسة بشدة التي تحمل الذهب، يقلبون عملة لتحديد ما إذا كانوا سينفذون عملية السطو أم لا. تأتي العملة على الوجه مما يعني أنهم لن يستمروا في السرقة. ولكن بعد استمرارهم في الطريق، يصادفون القافلة وهي تتعرض لكمين من عصابة أخرى. يشهدون مقتل جميع ضباط الشرطة باستثناء قناص واحد. يقرر الأصدقاء مساعدة الضابط (ريتشي جين) بقتل بقية العصابة. يقدر الأصدقاء براعة الضابط في الرماية، فيقررون تقسيم الذهب معه ويتوجهون إلى ميناء مخفي لنقل الذهب إلى البر الرئيسي وحياة جديدة. وفي الوقت نفسه، في المدينة، لا تزال جين غاضبة بشأن وفاة زوجها وتبحث عن الأصدقاء، تسأل العديد من الناس حتى يتعرف عليها الشخص الوسيط جيف الذي يتصل بدوره برئيسه، الرئيس فاي.
يمسك فاي بجين ويجري مكالمة مع بلايز، ويخبره بالموقف. يُطلب منه لقاء فاي في منتصف الليل وإلا سيتم قتل جين وابنها. عازمين على حماية جين بعد وفاة وو، يوافق الأصدقاء ويتركون الضابط في الميناء مع الذهب، ويخبرونه بأنهم سيعودون بحلول الفجر. عند وصولهم إلى مكان الاجتماع، يواجه الأصدقاء الأربعة جين، التي يسمح لها فاي بإطلاق النار على بلايز انتقامًا. ولكن يُصاب بلايز مرة أخرى في صدره، وينجو بفضل سترته الواقية من الرصاص. يتدخل تاي، ويلقي كيسًا من الذهب عند قدمي فاي ويخبره بأنه يمكنه أخذ كل الذهب إذا سمح لهم جميعًا بالرحيل. يوافق فاي، لكنه يخبرهم أن بلايز يجب أن يبقى لمواجهة العواقب على عدم اتباع الأوامر. يوافق بلايز على هذه الصفقة، ويغادر بقية الأصدقاء مع جين. ومع ذلك، أثناء مغادرتهم، يخبر تاي جين عن القارب والشرطي ويطلب منها القيادة إلى هناك. مع تأمين جين، يفتح الأصدقاء النار على الرغم من تفوق عددهم. في المعركة الناتجة، يُقتل الجميع، بما في ذلك الرئيس فاي والرئيس كيونغ. ومع موت الأصدقاء، يبتسمون جميعًا لمعرفة أنهم حافظوا على وعدهم لوو.

## طاقم العمل
- أنتوني وونغ بدور بلايز
- فرانسيس نغ بدور تاي
- نيك تشانغ بدور وو
- جوزي هو بدور جين، زوجة وو
- روي تشيونغ بدور كات
- لام سويت بدور فات
- ريتشي جين بدور الرقيب تشين (ظهور خاص)
- سيمون يام بدور الرئيس فاي (ظهور خاص)
- جوردون لام بدور الرئيس كيونغ
- تشوينغ سيو-فاي بدور جيف
- تام بينغ-مان بدور العم فورتشن
- بينز هوي بدور الرقيب شان
- إيلين تشان بدور العاهرة
- وونغ تشي-واي بدور داركي

## الاستقبال

### المهرجانات
عُرض فيلم المنفي في المنافسة في مهرجان البندقية السينمائي الدولي الثالث والستين. كما عُرض في مهرجان تورونتو السينمائي الدولي 2006، ومهرجان بانكوك السينمائي الدولي 2007، ومهرجان جيونجو السينمائي الدولي الثامن 2007، ومهرجان شمس منتصف الليل السينمائي 2008، ومهرجان سياتل السينمائي الدولي 2007.

### تصنيف الفئة الثالثة
حصل الفيلم على تصنيف الفئة الثالثة (تقييد 18+)، خاصةً بسبب مشهد يُظهر شخصية سيمون يام وهي تصافح أحد رجال العصابات بيديهما اليسرى مقلوبة، مما يمثل مصافحة اتفاق العصابات الثلاثية. هذا المشهد موجود في نسخة دي في دي Mega-Star غير المقطوعة ذات الإصدار المحدود. ومع ذلك، تم إصدار النسخة المقطوعة للفئة IIB فقط في هونغ كونغ سينمائيًا.

### شباك التذاكر
تم إصدار «المنفي» في هونغ كونغ في 19 أكتوبر. وحقق الفيلم في عطلة نهاية الأسبوع الافتتاحية إجمالي 47,533 دولارًا أمريكيًا. وبلغ إجمالي إيرادات الفيلم في شباك التذاكر في هونغ كونغ 687,434 دولارًا أمريكيًا.
تم إصداره لاحقًا في الولايات المتحدة بتصنيف R من قبل MPAA "للعنف الشديد وبعض المحتوى الجنسي." بعد إصداره المحدود في الولايات المتحدة، حقق فيلم المنفي 20,351 دولارًا أمريكيًا في عطلة نهاية الأسبوع الافتتاحية. وبلغ إجمالي إيرادات الفيلم 49,413 دولارًا أمريكيًا.

### التوزيع
استحوذت Magnolia Pictures على حقوق فيلم «المنفي» في أمريكا الشمالية وتم إعطاؤه إصدارًا محدودًا اعتبارًا من 31 أغسطس 2007. تم إصدار النسخة الأمريكية الشمالية من الفيلم على دي في دي في 11 يناير 2008.

### الاستقبال النقدي
تلقى فيلم المنفي مراجعات جيدة بشكل عام في الولايات المتحدة. يُعد الفيلم حاليًا واحدًا من أعلى الأفلام تقييمًا في الإصدارات المحدودة لعام 2007 على Rotten Tomatoes بنسبة 82%. كثيرًا ما قارن النقاد بينه وبين أفلام السباغيتي ويسترن المبكرة التي صنعها مخرجون مثل سيرجيو ليون وسام بيكنباه، مشيدين بمشاهد الأكشن والفكاهة السوداء في الفيلم. حتى أن مجلة نيوزويك وضعت الفيلم في المرتبة الرابعة كأحد "أفضل مشاهد أفلام الأكشن لعام 2007".
ومع ذلك، كان بعض النقاد أقل حماسًا بشأن الفيلم. منح الناقد السينمائي روجر إيبرت من شيكاغو سن-تايمز الفيلم تقييمًا بـ 2.5 نجمة، وكتب:
| المنفي (فلم) | جونني تو، المخرج، محترم للغاية في هذا النوع، وأعتقد أنه يقدمه بأفضل شكل ممكن إلا إذا كنت تريد التمثيل والمزيد من التماسك. | المنفي (فلم) |

## الجوائز
| الجوائز                                            | الجوائز                      | الجوائز   | الجوائز |
| الجائزة                                            | الفئة                        | المستلمون | النتيجة |
| -------------------------------------------------- | ---------------------------- | --------- | ------- |
| جوائز هونغ كونغ السينمائية السادسة والعشرون        |                              |           |         |
| أفضل فيلم                                          | المنفي                       | رُشِّح       |         |
| أفضل مخرج                                          | جونني تو                     | رُشِّح       |         |
| أفضل تحرير فيلم                                    | ديفيد م. ريتشاردسون          | رُشِّح       |         |
| أفضل تصوير سينمائي                                 | تشنغ سيو-كيونغ               | رُشِّح       |         |
| مهرجان البندقية السينمائي الدولي الثالث والستون    |                              |           |         |
| الأسد الذهبي                                       | جونني تو                     | رُشِّح       |         |
| جوائز جولدن باوهيينا الثانية عشرة                  |                              |           |         |
| أفضل فيلم                                          | المنفي                       | فوز       |         |
| أفضل مخرج                                          | جونني تو                     | فوز       |         |
| مهرجان جوائز الحصان الذهبي الثالث والأربعون        |                              |           |         |
| أفضل فيلم                                          | المنفي                       | رُشِّح       |         |
| أفضل مخرج                                          | جونني تو                     | رُشِّح       |         |
| أفضل تحرير فيلم                                    | ديفيد م. ريتشاردسون          | رُشِّح       |         |
| أفضل تصميم مشاهد الأكشن                            | لينغ تشون بونغ، وونغ تشي واي | فوز       |         |
| جائزة تصويت الجمهور                                | المنفي                       | فوز       |         |
| جوائز جمعية نقاد السينما في هونغ كونغ الثالثة عشرة |                              |           |         |
| أفضل مخرج                                          | جونني تو                     | فوز       |         |
| فيلم الجدارة                                       | المنفي                       | فوز       |         |
| مهرجان سيتجز السينمائي السابع والثلاثون            | أفضل مخرج                    | جونني تو  | فوز     |

### إعادة إنتاج
أعلن موزع الأفلام في هونغ كونغ مجموعة ميديا آسيا عن إعادة إنتاج لفيلم المنفي. قامت الشركة بعقد صفقة مع المنتج السينمائي صمويل حديدا، الذي تم تعيينه كمنتج.
الفيلم الهندي المالايالامي Bachelor Party، الذي صدر في 15 يونيو 2012، هو إعادة إنتاج غير معتمدة لفيلم المنفي.

## روابط خارجية
- المنفي  في قاعدة بيانات الأفلام على الإنترنت (بالإنجليزية)
- المنفي على موقع أول موفي.